# Сянна
Ся́нна (эст. Sänna), c 1997 года на выруском диалекте также Ся́ння (Sännä) — деревня в волости Рыуге уезда Вырумаа, Эстония.

## География и описание
Расположена в 7 км к западу от волостного центра — посёлка Рыуге, и в 16 км к юго-западу от уездного центра — города Выру. Высота над уровнем моря — 97 метров.
Через деревню протекает река Пярлийыги, которая чуть севернее деревни впадает в реку Мустйыги. На территории деревни расположены земли бывшей рыцарской мызы Зеннен.
Климат умеренный. Официальный язык — эстонский. Почтовый индекс — 66710.

## Население
По данным переписи населения 2021 года, в Сянна насчитывалось 48 жителей, из них 45 (93,8 %) — эстонцы.
По данным переписи населения 2011 года, в  деревне проживали 55 человек, из них 54 (98,2 %) — эстонцы.
Численность населения деревни Сянна по данным переписей населения:
| Год  | 1959 | 1970  | 1979  | 1989 | 2000 | 2011 | 2021 |
| ---- | ---- | ----- | ----- | ---- | ---- | ---- | ---- |
| Чел. | 160  | ↘ 139 | ↘ 101 | ↘ 95 | ↘ 71 | ↘ 55 | ↘ 48 |

## История
В письменных источниках 1565 года упоминается Сяння, 1585 года — Sienna, 1588 года — Sianna, 1627 года — Schenna, 1638 года — Senna, 1684 года — Sennen Hoff (деревня), 1716 года — Schennohof, 1782 года — Sennenhof, Senna mois (мыза).
В XVI веке Сянна была самой западной деревней, непосредственно подчинявшейся замку-крепости Нейгаузен. После 1586 года здесь была основана мыза Зеннен. В 1920-е годы, после земельной реформы, на землях национализированной мызы возникло поселение Сянна, в 1977 году получившее официальный статус деревни. 

## Происхождение топонима
По мнению специалистов Института эстонского языка, первоначальное значение названия неясно. Его написание от 1716 года позволяет провести сравнение с деревней Сенно в Псковской области России. Также предполагается, что название Сенно́ — города в Витебской области Беларуси, произошло от рынка сена. Все эти топонимы могут также содержать неизвестное древнее личное имя. В немецком языке эстонское название Sänna и его предполагаемое значение со временем превратились в похожее слово Senne, что означает «пастбище, пустошь». 

## Известные уроженцы
- Юхан Яйк (1899—1948) ― эстонский писатель и журналист.

## Достопримечательности
- Зеннен (мыза Сянна)

## Галерея

Деревня Сянна
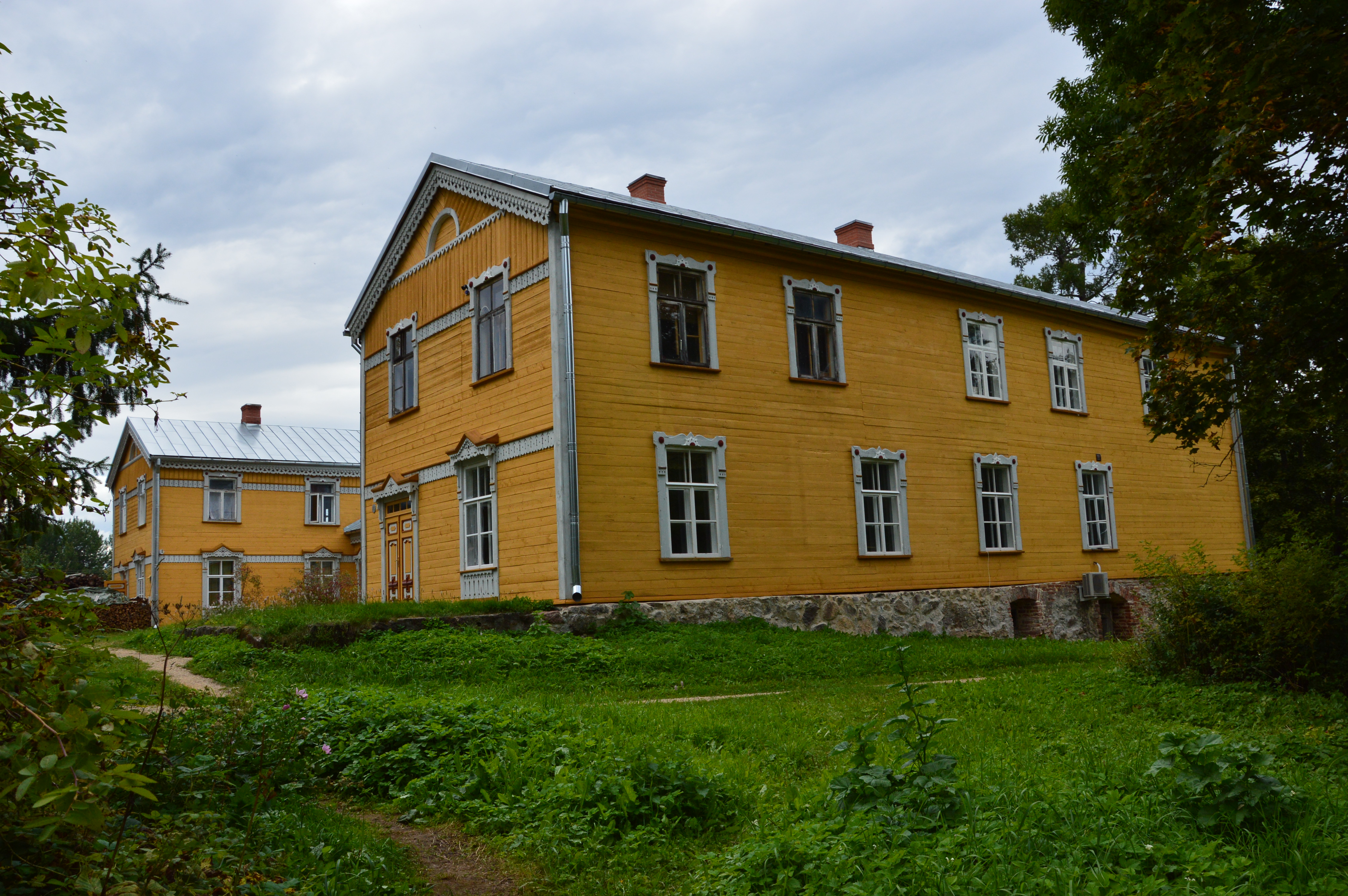
Главное здание мызы Зеннен (Сянна)
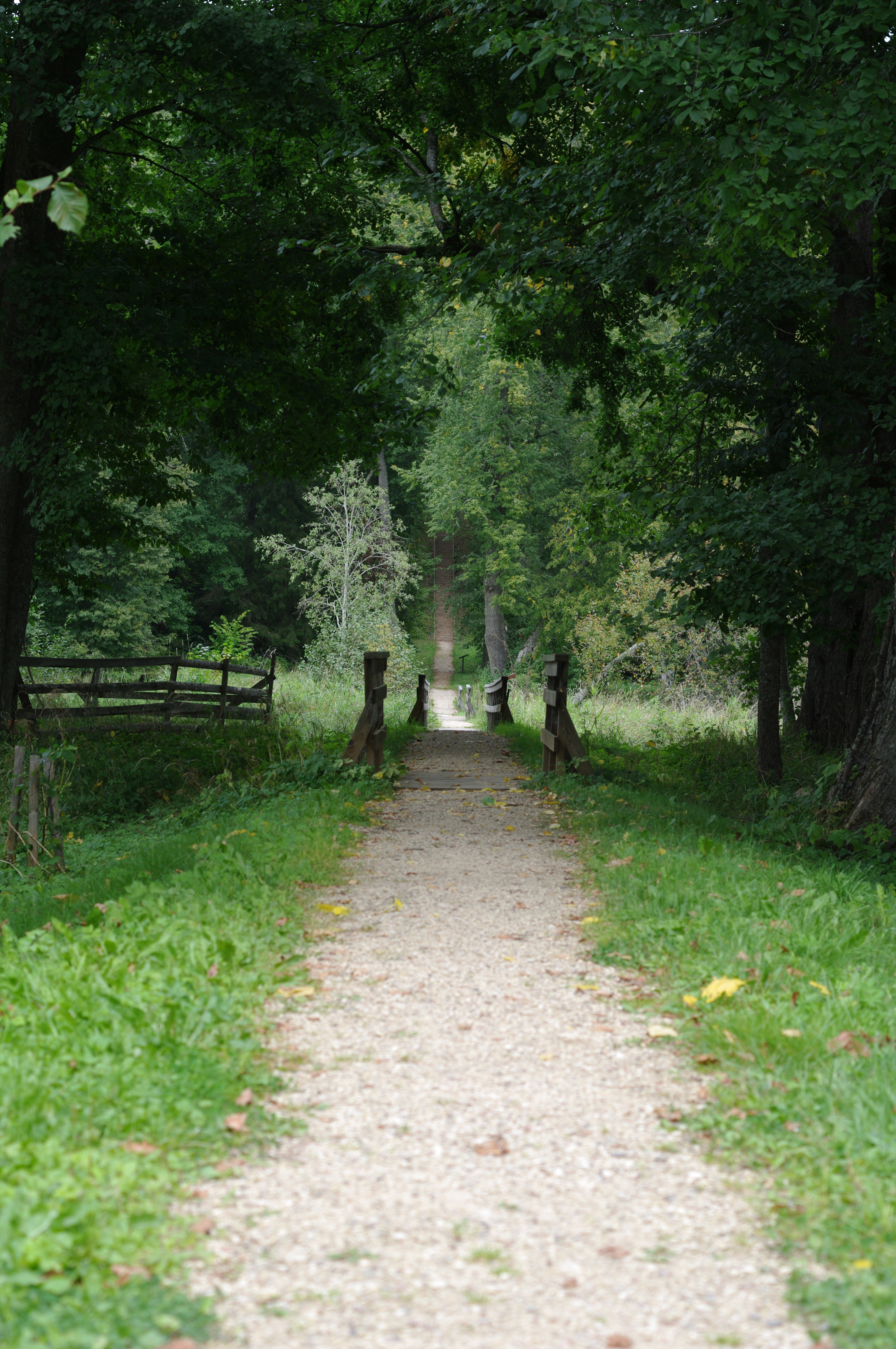
Мызный парк
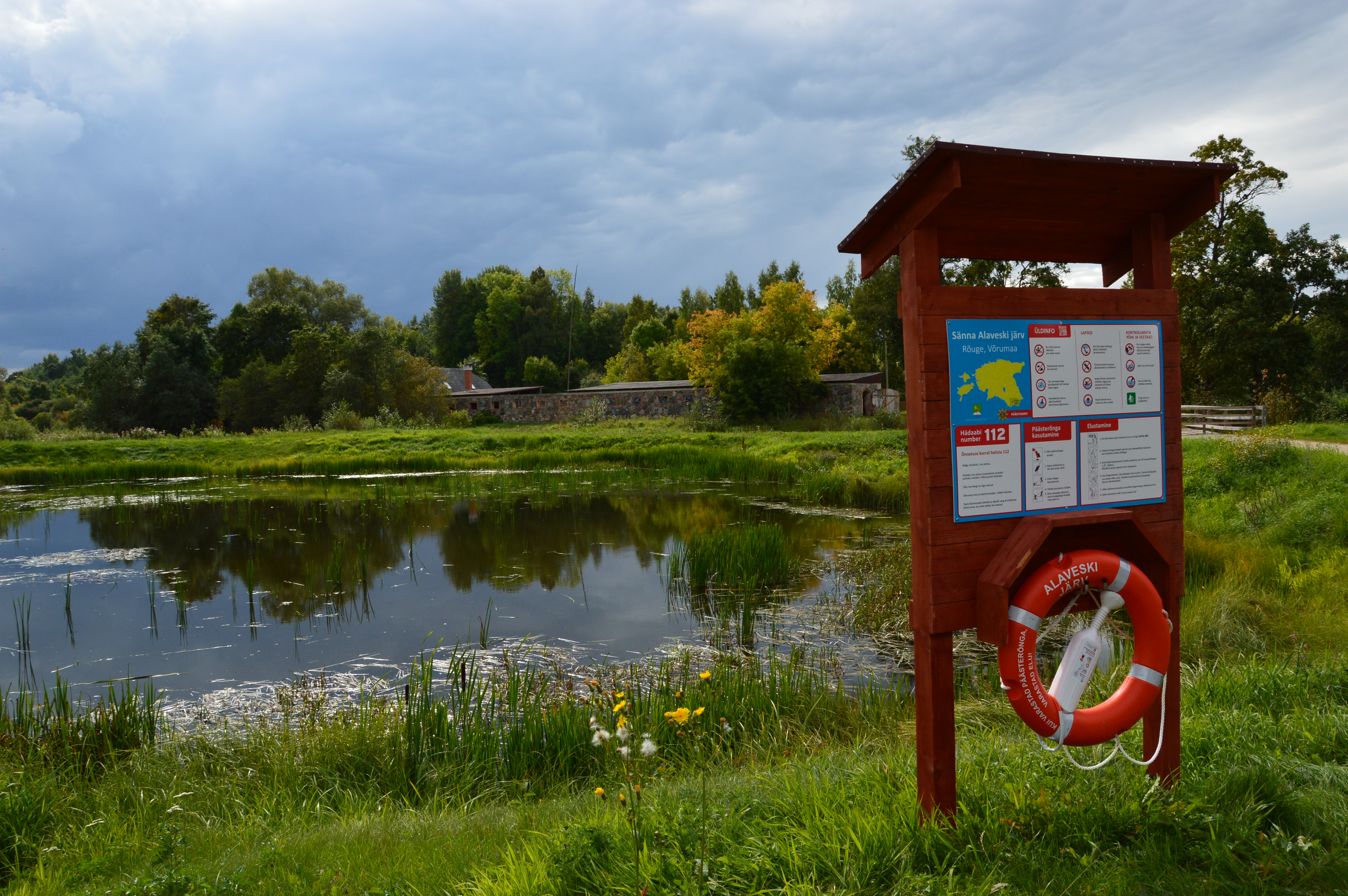
Озеро Сянна-Алавески
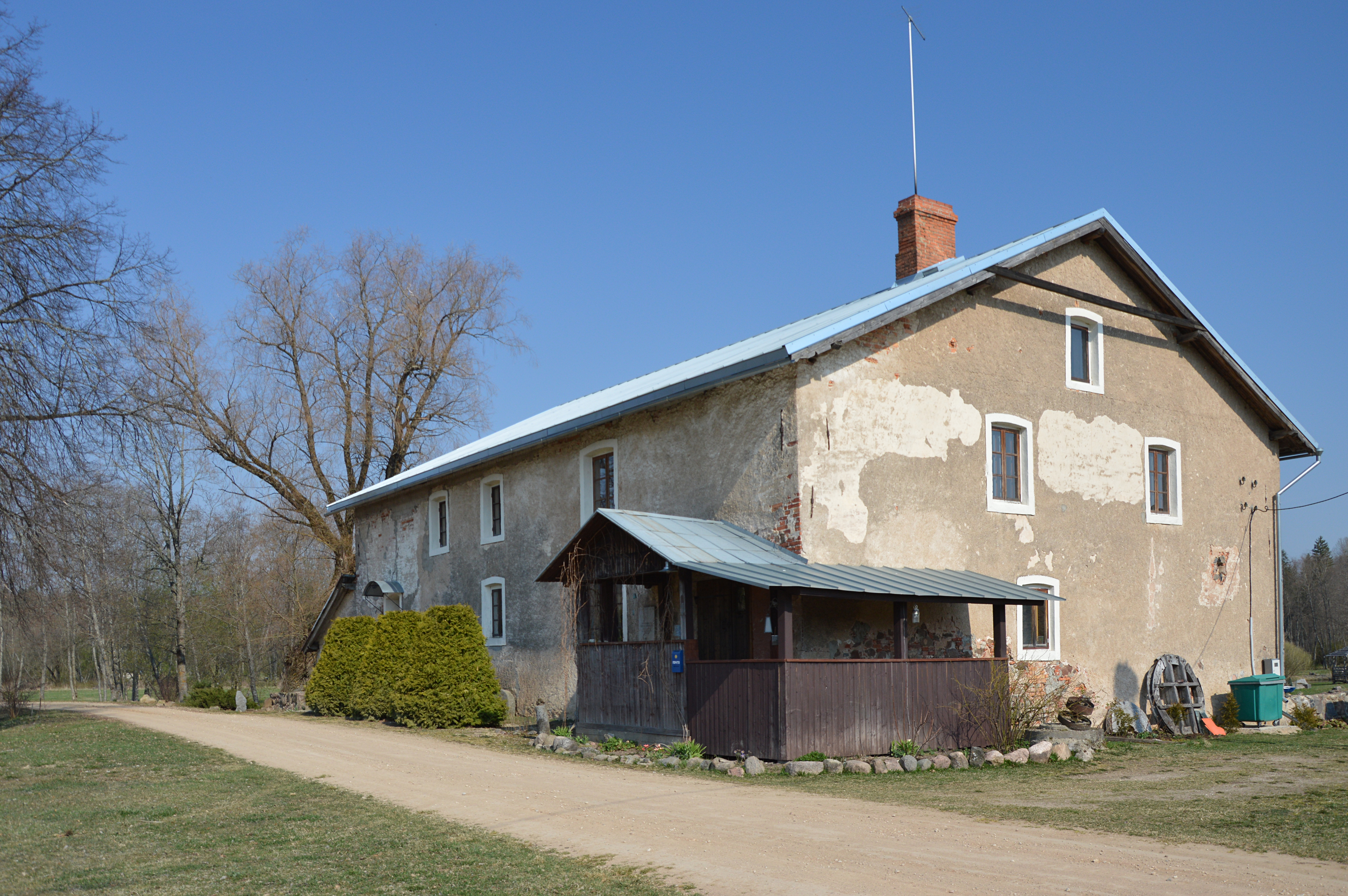
Водяная мельница (памятник культуры)
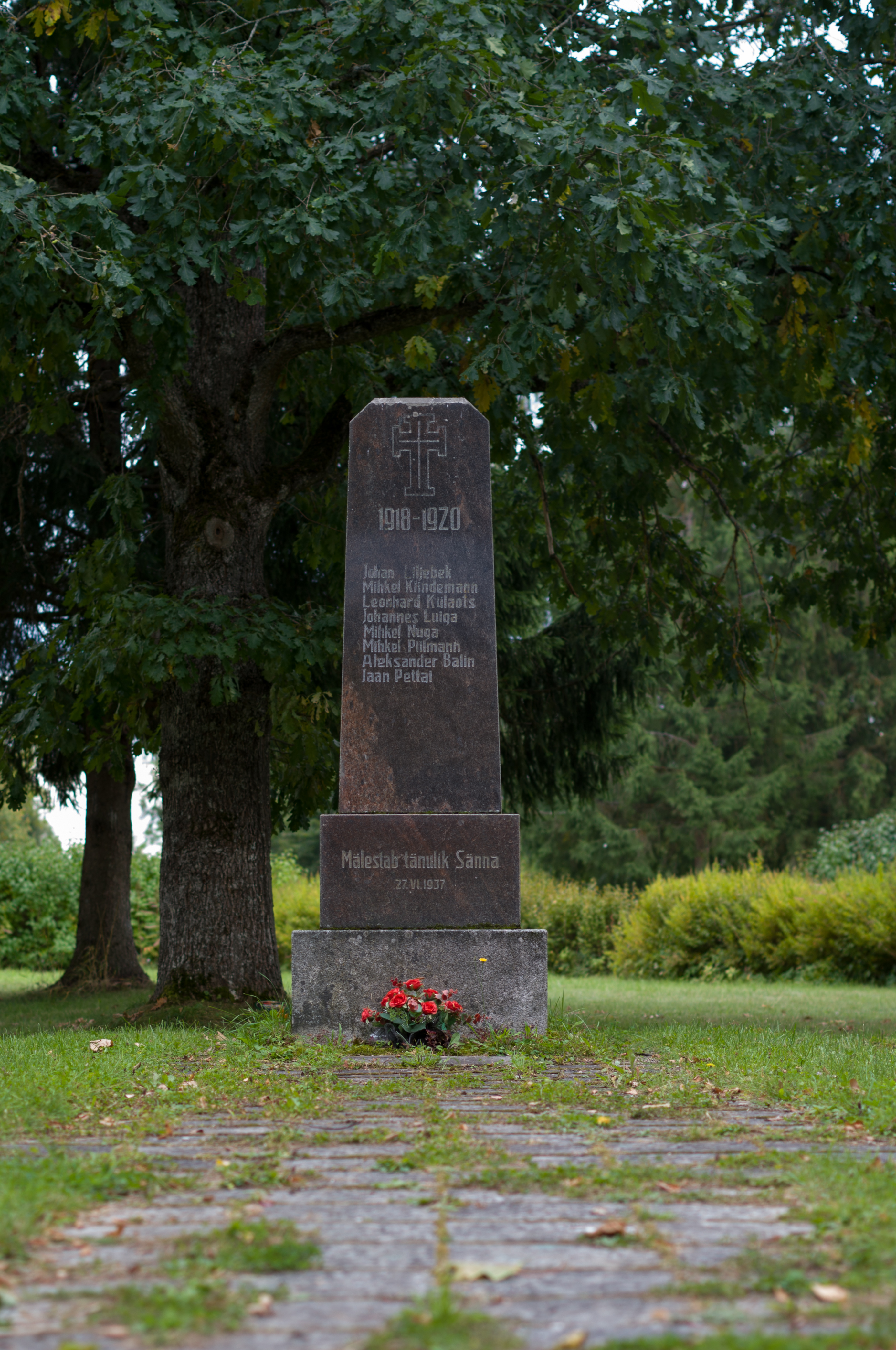
Памятник Эстонской освободительной войне

## Комментарии
1. ↑  Эстонские топонимы, оканчивающиеся на -а, не склоняются и не имеют женского рода (исключение — Нарва)[9].